# Vilhelm VIII av Akvitanien
Vilhelm VIII av Akvitanien, född 1025[källa behövs], död 1086, var regerande hertig av Akvitanien från 1052 till 1086. 